# Der Daily Star
Der Daily Star (französischer Originaltitel: Le Daily Star) ist ein Comic-Band aus der Lucky-Luke-Reihe, der von Morris gezeichnet und von Xavier Fauche sowie Jean Léturgie getextet wurde.
Nach der Zählung des Ehapa-Verlages (beziehungsweise zu Beginn: des Delta-Verlages aus Ehapa und Dargaud) ist Der Daily Star der 45. Band der Reihe.
Des Weiteren wurde der Comic zuvor 1984 in Spirou und im gleichen Jahr als 22. Band von Dargaud (insgesamt 53. Band) in Frankreich veröffentlicht.
Für die Zeichentrickserie Lucky Luke wurde dieser Band verfilmt.

## Inhalt
Der Journalist Horace P. Greeley, der den Daily Star herausgibt, bekommt immer wieder Probleme, da er unangenehme Wahrheiten druckt. So wird seine Druckerpresse in einem Fluss versenkt. Lucky Luke wird auf ihn aufmerksam und beschließt ihn zu unterstützen. Als sie nach einigen Zwischenfällen in Dead End City ankommen, erwirbt Greeley eine ehemalige Scheune für seine Zeitung Daily Star samt der Druckerpresse. Zunächst hat er keinen Erfolg, da er nicht die Themen anspricht, die die Leser interessieren, was er auf einen Rat von Lucky Luke hin jedoch ändert. Allerdings schafft ihm diese Offenheit auch Feinde wie den Saloonbesitzer, der Greeley mit seinem Gewehr bedroht, weil dieser über gepanschte Getränke berichtet hatte. Lucky Luke beschützt ihn vor dem Barkeeper und unterstützt ihn in Zukunft bei der Herausgabe der Zeitung. Durch weitere Skandal-Berichte macht Greeley sich auch den Lebensmittelhändler und den Bestatter zum Feind. Dennoch nimmt der Zeitungsabsatz zu.
Die drei vom Daily Star Geschmähten werden von Greeleys Papierlieferanten Jack unterstützt, der die Lieferungen verbrennt. Da dies mehrere Male geschieht, reitet Lucky Luke Jack entgegen, wobei er ihn auf frischer Tat ertappt und einsperren lässt. Jack entkommt jedoch durch Brandstiftung wieder aus dem Gefängnis. Auch versuchen die vier, die Farblieferung zu boykottieren, woraufhin die Zeitungsfarbe aus Kaffeebohnen gemacht wird. Ebenfalls gelingt es den Zeitungsfeinden nicht, die Einwohner der Stadt gegen die Zeitung aufzuhetzen, weshalb sie ihre eigene Zeitung, den Epitaph (deutsch: Grabinschrift) gründen. Durch Zufall fällt ihnen ein Falschgelddrucker auf, den sie zwingen, für ihre Zeitung zu arbeiten. Doch auch durch kostenlose Ausgabe kann der Epitaph nur kurzfristige Erfolge verbuchen, sodass die neuen Zeitungsverleger die Druckerpresse Greeleys zerstören, woraufhin Greeleys Zeitungsjunge Quatsch die Artikel aus dem Gedächtnis vorträgt. Während Greeley die Presse repariert, wird Quatsch entführt. Der Epitaph kündigt eine Sprengung des Daily Telegraph an, weshalb Lucky Luke den Plan vereiteln kann und Jack mit einigen Dynamitstangen erneut einsperren lässt. Jack legt ein Geständnis ab, sodass Lucky Luke die anderen vier Epitaph-Herausgeber verhaften kann.